# Ciò che inferno non è
Ciò che inferno non è è un romanzo pubblicato nel 2014 da Alessandro D'Avenia. Il titolo riprende una famosa citazione di Italo Calvino, tratta dal romanzo Le città invisibili.

## Trama
Il romanzo giallo e in parte rosa presenta come protagonista Federico, diciassettenne  che comincia a farsi domande sulla vita e sul futuro. Alla fine dell'anno scolastico  Federico si accinge a partire per Oxford per una vacanza-studio. In questo frangente avviene l'incontro-svolta con l'insegnante di religione, soprannominato 3P (sigla di padre Pino Puglisi), che lo stimola  a impegnarsi, prima di partire, nel volontariato del suo quartiere, cioè Brancaccio, che lo stesso don Pino assiste. Federico accetta e il nuovo impegno sarà per lui una crocevia dell'esistenza. Gli rubano la bici, lo feriscono, ma Federico sente di avere scoperto una realtà allo stesso tempo estranea e a lui prossima. Si innamora di una ragazza di nome Lucia che gli permette di vedere le cose da un'altra prospettiva.

## Edizioni
- Alessandro D'Avenia, Ciò che inferno non è, Collana Scrittori italiani e stranieri, Milano, Mondadori, 2014, ISBN 978-88-046-4712-6.